# Ауструм
А́уструм (баш. Ауструм, латыш. Austrumciems) — село в Иглинском районе Республики Башкортостан Российской Федерации. Административный центр Ауструмского сельсовета.

## География

### Географическое положение
Расстояние до:
- районного центра (Иглино): 35 км,
- ближайшей ж/д станции (Тавтиманово): 12 км.

## История
Село основано в 1878 году латышскими крестьянами; его название происходит от латыш. austrumi — «восток». В 1980—1990-х годах латыши — потомки первопоселенцев — уехали в Латвию. Сегодня Ауструм — русское село.

## Население
| 2002 | 2009 | 2010 |
| ---- | ---- | ---- |
| 491  | ↗513 | ↗535 |

Национальный состав
Согласно переписи 2002 года, преобладающая национальность — белорусы (39 %).

## Религия
В селе есть православная церковь Спаса Нерукотворного.